# ایسکای
ایسکای (به ژاپنی: 異世界 isekai) (به انگلیسی: Different world) (به فارسی: دنیای دیگر) ژانری از داستان های آسیایی است. این شامل رمان‌ها، لایت‌ ناول‌ها، فیلم‌ها، مانگا، انیمه‌ها و بازی‌های ویدیویی است که حول یک فرد آواره یا افرادی می‌چرخند که به دنیای دیگری منتقل می‌شوند و باید در آن زنده بمانند، مانند یک دنیای فانتزی، دنیای بازی، یا جهانی موازی با توانایی یا عدم توانایی بازگشت. ایسکای‌ یکی از محبوب‌ترین ژانرهای انیمه است، و داستان‌های ایسکای ایده‌های رایجِ مشترکی دارند - به عنوان مثال، یک قهرمان قدرتمند که قادر است اکثر افراد در ایسکای را با مبارزه شکست دهد. این پی‌رنگ داستانی معمولاً به مخاطب این امکان را می دهد تا با سرعتی یکسان با شخصیت‌ِ اصلی در مورد دنیای داستان در طول دوره‌ی کاوش یا عمرِ شخصیت بیاموزند. ایده‌ی ایسکای اولین بار از افسانه‌های قومی و اجدادی ژاپنی شروع شد، مثل اوراشیما تارو. اما اولین آثار ایسکای مدرن جنگجویی از دنیای دیگر از هاروکا تاکاچیهو و سریال تلویزیونی یوشیوکی تومینو دانباین جنگجوی مقدس بود. 

## برخی از انیمه‌های ژانر ایسکای
- موشوکو تنسی
- کونوسوبا
- اورلرد
- شوالیه‌های جادویی
- حماسه تانیای شیطانی
- ظهور قهرمان سپر
- سورت آرت آنلاین
- ری:زیرو − شروع زندگی در دنیای دیگر